# Bramka (Morąg)
Pour l’article homonyme, voir Bramka.
Bramka est un village polonaise de la voïvodie de Varmie-Mazurie, dans le powiat d'Ostróda.